# Dab (dans)

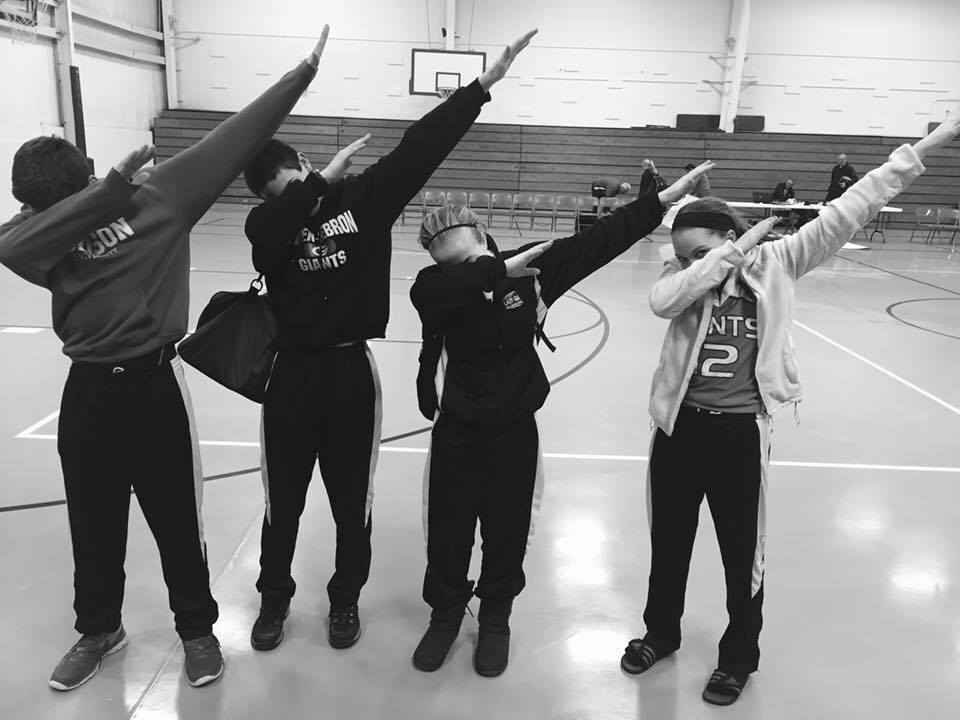
En grupp ungdomar som dabbar

Dab är en dansrörelse där dansaren i en rörelse sänker huvudet mot armvecket likt en nysning och höjer motsatt arm upp och ut åt sidan. Den här dansrörelsen är skapad av grupper i Atlanta, men blev globalt känd efter att rapgruppen Migos släppte låten "Look at My Dab".
Dansrörelsen används även av kända fotbollsspelare, såsom Paul Pogba och Romelu Lukaku.